# They Wanna Know
They Wanna Know är en låt av Adam Tensta. Den släpptes som singel 8 maj 2007 och finns med på hans debutalbum It's a Tensta Thing.
Den låg på svenska singellistan i tre veckor med plats tjugo som bästa placering.

## Låtlista
1. They Wanna Know (original)
2. They Wanna Know (origian Radio)
3. Bangin On The System (feat. Promo)

## Listplaceringar
| Lista             | List- position |
| ----------------- | -------------- |
| Sverigetopplistan | #20            |